# Cucumis bryoniifolius
Cucumis bryoniifolius är en gurkväxtart som först beskrevs av Hermann Merxmüller, och fick sitt nu gällande namn av Ghebret. och Thulin. Cucumis bryoniifolius ingår i släktet gurkor, och familjen gurkväxter. Inga underarter finns listade i Catalogue of Life.